# Copa Mundial de Hockey Femenino de 2018
La XIV Copa Mundial de Hockey Femenino se celebró en Londres (Reino Unido) entre el 21 de julio y el 5 de agosto de 2018 bajo la organización de la Federación Internacional de Hockey (FIH) y la Federación Inglesa de Hockey.
Los partidos se realizaron en el Centro de Hockey y Tenis de Lee Valley de la capital británica. Compitieron en el evento 16 selecciones nacionales afiliadas a la FIH por el título mundial, cuyo anterior portador era el equipo de los Países Bajos, ganador del Mundial de 2014.
El equipo de Países Bajos conquistó su octavo título mundial al vencer en la final al equipo de Irlanda con un marcador de 6-0. El conjunto de España ganó la medalla de bronce en el partido por el tercer puesto contra el equipo de Australia.

## Clasificación
Debido al incremento a 16 participantes (anteriormente 12), el nuevo proceso de calificación fue anunciado en julio de 2015 por la Federación Internacional de Hockey. Cada campeón de las cinco confederaciones y el país sede reciben automáticamente un cupo. En adición, los 10/11 equipos mejor ubicados en las semifinales de la Liga Mundial de Hockey 2016-17 no calificados aún al torneo. Los siguientes dieciséis equipos, mostrados con el ranking antes del torneo, competirán en el campeonato.
| Competición                | Fecha                                  | Sede                        | Plazas | Equipos clasificados                                    |
| -------------------------- | -------------------------------------- | --------------------------- | ------ | ------------------------------------------------------- |
| País anfitrión             | –                                      | –                           | 1      | Inglaterra                                              |
| Liga Mundial (semifinal 1) | 21 de junio – 2 de julio de 2017       | Bruselas · ( Bélgica)       | 6      | China Nueva Zelanda Corea del Sur Italia España Bélgica |
| Liga Mundial (semifinal 2) | 8 – 23 de julio de 2017                | Johannesburgo ( Sudáfrica)  | 4      | Estados Unidos Alemania Japón Irlanda                   |
| Copa Panamericana          | 5 – 13 de agosto de 2017               | Lancaster ( Estados Unidos) | 1      | Argentina                                               |
| Campeonato Europeo         | 18 – 26 de agosto de 2017              | Ámsterdam · ( Países Bajos) | 1      | Países Bajos                                            |
| Copa de Oceanía            | 11 – 15 de octubre de 2017             | Sídney ( Australia)         | 1      | Australia                                               |
| Campeonato Africano        | 22 – 29 de octubre de 2017             | Ismailía · ( Egipto)        | 1      | Sudáfrica                                               |
| Copa de Asia               | 28 de octubre – 5 de noviembre de 2017 | Kakamigahara ( Japón)       | 1      | India                                                   |
| TOTAL                      |                                        |                             | 16     | 16                                                      |

## Árbitros
16 árbitros fueron seleccionados para el evento:
| Árbitros       | Árbitros              |
| -------------- | --------------------- |
| Alemania       | Michelle Meister      |
| Argentina      | Carolina de la Fuente |
| Argentina      | Irene Presenqui       |
| Australia      | Aleisha Neumann       |
| Bélgica        | Laurine Delforge      |
| China          | Xiaoying Liu          |
| Escocia        | Sarah Wilson          |
| Estados Unidos | Maggie Giddens        |

| Árbitros          | Árbitros         |
| ----------------- | ---------------- |
| Irlanda           | Alison Keogh     |
| Irlanda           | Carol Metchette  |
| Japón             | Emi Yamada       |
| Nueva Zelanda     | Amber Church     |
| Nueva Zelanda     | Kelly Hudson     |
| Sudáfrica         | Michelle Joubert |
| Sudáfrica         | Annelize Rostron |
| Trinidad y Tobago | Ayanna McClean   |

## Grupos
| Grupo A       | Grupo B        | Grupo C   | Grupo D       |
| ------------- | -------------- | --------- | ------------- |
| Países Bajos  | Inglaterra     | Argentina | Australia     |
| China         | Estados Unidos | Alemania  | Nueva Zelanda |
| Corea del Sur | India          | España    | Japón         |
| Italia        | Irlanda        | Sudáfrica | Bélgica       |

## Fase preliminar
- Todos los partidos en la hora local de Londres (UTC+1).

El primero de cada grupo pasa directamente a los cuartos de final; el segundo y el tercero disputan primero una clasificación previa.

### Grupo A
| Equipo        | J | G | E | P | GF | GC | DG  | PTS |
| ------------- | - | - | - | - | -- | -- | --- | --- |
| Países Bajos  | 3 | 3 | 0 | 0 | 26 | 2  | +24 | 9   |
| Italia        | 3 | 2 | 0 | 1 | 5  | 12 | -7  | 6   |
| Corea del Sur | 3 | 0 | 1 | 2 | 1  | 9  | -8  | 1   |
| China         | 3 | 0 | 1 | 2 | 2  | 11 | -9  | 1   |

- Resultados

| Fecha | Hora  | Partido       | Partido | Partido       | Resultado |
| ----- | ----- | ------------- | ------- | ------------- | --------- |
| 22.07 | 11.00 | China         | -       | Italia        | 0-3       |
| 22.07 | 17:00 | Países Bajos  | -       | Corea del Sur | 7-0       |
| 27.07 | 18:00 | China         | -       | Países Bajos  | 1-7       |
| 27.07 | 20:00 | Corea del Sur | -       | Italia        | 0-1       |
| 29.07 | 11:00 | Corea del Sur | -       | China         | 1-1       |
| 29.07 | 13:00 | Países Bajos  | -       | Italia        | 12-1      |

### Grupo B
| Equipo         | J | G | E | P | GF | GC | DG | PTS |
| -------------- | - | - | - | - | -- | -- | -- | --- |
| Irlanda        | 3 | 2 | 0 | 1 | 4  | 2  | +2 | 6   |
| Inglaterra     | 3 | 1 | 2 | 0 | 3  | 2  | +1 | 5   |
| India          | 3 | 0 | 2 | 1 | 2  | 3  | -1 | 2   |
| Estados Unidos | 3 | 0 | 2 | 1 | 3  | 5  | -2 | 2   |

- Resultados

| Fecha | Hora  | Partido        | Partido | Partido        | Resultado |
| ----- | ----- | -------------- | ------- | -------------- | --------- |
| 21.07 | 14:00 | Inglaterra     | -       | India          | 1-1       |
| 21.07 | 18:00 | Estados Unidos | -       | Irlanda        | 1-3       |
| 25.07 | 20:00 | Estados Unidos | -       | Inglaterra     | 1-1       |
| 26.07 | 14:00 | India          | -       | Irlanda        | 0-1       |
| 29.07 | 17:00 | India          | -       | Estados Unidos | 1-1       |
| 29.07 | 19:00 | Inglaterra     | -       | Irlanda        | 1-0       |

### Grupo C
| Equipo    | J | G | E | P | GF | GC | DG | PTS |
| --------- | - | - | - | - | -- | -- | -- | --- |
| Alemania  | 3 | 3 | 0 | 0 | 9  | 4  | +5 | 9   |
| Argentina | 3 | 1 | 1 | 1 | 9  | 6  | +3 | 4   |
| España    | 3 | 1 | 0 | 2 | 10 | 10 | 0  | 3   |
| Sudáfrica | 3 | 0 | 1 | 2 | 3  | 11 | -8 | 1   |

- Resultados

| Fecha | Hora  | Partido   | Partido | Partido   | Resultado |
| ----- | ----- | --------- | ------- | --------- | --------- |
| 21.07 | 12:00 | Alemania  | -       | Sudáfrica | 3-1       |
| 22.07 | 13:00 | Argentina | -       | España    | 6-2       |
| 25.07 | 18:00 | Alemania  | -       | Argentina | 3-2       |
| 26.07 | 12:00 | España    | -       | Sudáfrica | 7-1       |
| 28.07 | 12:00 | España    | -       | Alemania  | 1-3       |
| 28.07 | 14:00 | Argentina | -       | Sudáfrica | 1-1       |

### Grupo D
| Equipo        | J | G | E | P | GF | GC | DG | PTS |
| ------------- | - | - | - | - | -- | -- | -- | --- |
| Australia     | 3 | 1 | 2 | 0 | 4  | 3  | +1 | 5   |
| Bélgica       | 3 | 1 | 1 | 1 | 8  | 7  | +1 | 4   |
| Nueva Zelanda | 3 | 1 | 1 | 1 | 6  | 5  | +1 | 4   |
| Japón         | 3 | 1 | 0 | 2 | 7  | 10 | -3 | 3   |

- Resultados

| Fecha | Hora  | Partido       | Partido | Partido       | Resultado |
| ----- | ----- | ------------- | ------- | ------------- | --------- |
| 21.07 | 20:00 | Australia     | -       | Japón         | 3-2       |
| 22.07 | 19:00 | Nueva Zelanda | -       | Bélgica       | 4-2       |
| 24.07 | 12:00 | Japón         | -       | Nueva Zelanda | 2-1       |
| 24.07 | 14:00 | Australia     | -       | Bélgica       | 0-0       |
| 28.07 | 18:00 | Japón         | -       | Bélgica       | 3-6       |
| 28.07 | 20:00 | Nueva Zelanda | -       | Australia     | 1-1       |

## Fase final
- Todos los partidos en la hora local de Londres (UTC+1).

|  | Clasif. a cuartos | Clasif. a cuartos |            |           | Cuartos de final | Cuartos de final |           |              | Semifinales  | Semifinales |  |  | Final       | Final       |
|  | 30 y 31 de julio  | 30 y 31 de julio  |            |           | 1 y 2 de agosto  | 1 y 2 de agosto  |           |              | 4 de agosto  | 4 de agosto |  |  | 5 de agosto | 5 de agosto |
|  |                   |                   |            |           |                  |                  |           |              |              |             |  |  |             |             |
|  |                   |                   |            |           |                  |                  |           |              |              |             |  |  |             |             |
|  |                   |                   |            |           |                  |                  |           |              |              |             |  |  |             |             |
|  | Países Bajos      | 2                 |            |           |                  |                  |           |              |              |             |  |  |             |             |
|  | Países Bajos      | 2                 | Inglaterra | 2         |                  |                  |           |              |              |             |  |  |             |             |
|  |                   | Inglaterra        | Inglaterra | 2         | 0                |                  |           |              |              |             |  |  |             |             |
|  | Corea del Sur     | Inglaterra        | 0          |           | 0                | Países Bajos     | 3 P       |              |              |             |  |  |             |             |
|  | Corea del Sur     |                   | 0          |           |                  | Países Bajos     | 3 P       |              |              |             |  |  |             |             |
|  |                   |                   |            | Australia | 1                |                  |           |              |              |             |  |  |             |             |
|  | Australia         | 4 P               |            | Australia | 1                |                  |           |              |              |             |  |  |             |             |
|  | Australia         | 4 P               | Argentina  | 2         |                  |                  |           |              |              |             |  |  |             |             |
|  |                   | Argentina         | Argentina  | 2         | 3                |                  |           |              |              |             |  |  |             |             |
|  | Nueva Zelanda     | Argentina         | 0          |           | 3                | Países Bajos     | 6         |              |              |             |  |  |             |             |
|  | Nueva Zelanda     |                   | 0          |           |                  | Países Bajos     | 6         |              |              |             |  |  |             |             |
|  |                   |                   |            | Irlanda   | 0                |                  |           |              |              |             |  |  |             |             |
|  | Irlanda           | 3 P               |            | Irlanda   | 0                |                  |           |              |              |             |  |  |             |             |
|  | Irlanda           | 3 P               | Italia     | 0         |                  |                  |           |              |              |             |  |  |             |             |
|  |                   | India             | Italia     | 0         | 1                |                  |           |              |              |             |  |  |             |             |
|  | India             | India             | 3          |           | 1                | Irlanda          | 3 P       | Tercer lugar | Tercer lugar |             |  |  |             |             |
|  | India             |                   | 3          |           |                  | Irlanda          | 3 P       | Tercer lugar | Tercer lugar |             |  |  |             |             |
|  |                   |                   |            | España    | 2                |                  |           |              |              |             |  |  |             |             |
|  | Alemania          | 0                 |            | España    | 2                |                  |           |              |              |             |  |  |             |             |
|  | Alemania          | 0                 | Bélgica    | 2         |                  |                  | Australia | 1            |              |             |  |  |             |             |
|  |                   | España            | Bélgica    | 2         | 1                |                  | Australia | 1            |              |             |  |  |             |             |
|  | España            | España            | 3 P        |           | 1                | España           | 3         |              |              |             |  |  |             |             |
|  | España            |                   | 3 P        |           |                  | España           | 3         |              |              |             |  |  |             |             |

### Clasificación a cuartos
| Fecha | Hora  | Partido    | Partido | Partido       | Resultado |
| ----- | ----- | ---------- | ------- | ------------- | --------- |
| 30.07 | 18:00 | Bélgica    | -       | España        | 2-3 P     |
| 30.07 | 20:15 | Argentina  | -       | Nueva Zelanda | 2-0       |
| 31.07 | 18:00 | Italia     | -       | India         | 0-3       |
| 31.07 | 20:15 | Inglaterra | -       | Corea del Sur | 2-0       |

### Cuartos de final
| Fecha | Hora  | Partido      | Partido | Partido    | Resultado |
| ----- | ----- | ------------ | ------- | ---------- | --------- |
| 01.08 | 18:00 | Alemania     | -       | España     | 0-1       |
| 01.08 | 20:15 | Australia    | -       | Argentina  | 4-3 P     |
| 02.08 | 18:00 | Irlanda      | -       | India      | 3-1 P     |
| 02.08 | 20:15 | Países Bajos | -       | Inglaterra | 2-0       |

### Semifinales
| Fecha | Hora  | Partido      | Partido | Partido   | Resultado |
| ----- | ----- | ------------ | ------- | --------- | --------- |
| 04.08 | 14:00 | Irlanda      | -       | España    | 3-2 P     |
| 04.08 | 16:30 | Países Bajos | -       | Australia | 3-1 P     |

### Tercer lugar
| Fecha | Hora  | Partido   | Partido | Partido | Resultado |
| ----- | ----- | --------- | ------- | ------- | --------- |
| 05.08 | 14:00 | Australia | -       | España  | 1-3       |

### Final
| Fecha | Hora  | Partido      | Partido | Partido | Resultado |
| ----- | ----- | ------------ | ------- | ------- | --------- |
| 05.08 | 16:30 | Países Bajos | -       | Irlanda | 6-0       |

## Medallero
| Países Bajos | Irlanda | España |
| Ireen van den Assem Carlien Dirkse van den Heuvel Margot van Geffen Eva de Goede Kelly Jonker Marloes Keetels Josine Koning Sanne Koolen Laurien Leurink Caia van Maasakker Kitty van Male Frédérique Matla Laura Nunnink Malou Pheninckx Lauren Stam Anne Veenendaal Xan de Waard Lidewij Welten | Lizzie Colvin Nicola Daly Deirdre Duke Nicola Evans Megan Frazer Hannah Matthews Shirley McCay Ayeisha McFerran Alison Meeke Kathryn Mullan Yvonne O'Byrne Anna O'Flanagan Grace O'Flanagan Gillian Pinder Elena Tice Roisin Upton Chloe Watkins Zoe Wilson | Berta Bonastre Carmen Cano Begoña García Maialen García Melanie García Xantal Giné Cristina Guinea Rocío Gutiérrez Lucía Jiménez María López de Eguilaz Alicia Magaz Georgina Oliva Carlota Pechatmé Beatriz Pérez Julia Pons Lola Riera María Ruiz Carola Salvatella |
| Alyson Annan (seleccionador) | Graham Shaw (seleccionador) | Adrian Lock (seleccionador) |

## Estadísticas

### Clasificación general
| 1. Países Bajos    |
| 2. Irlanda         |
| 3. España          |
| 4. Australia       |
| 5. Alemania        |
| 6. Argentina       |
| 7. Inglaterra      |
| 8. India           |
| 9. Italia          |
| 10. Bélgica        |
| 11. Nueva Zelanda  |
| 12. Corea del Sur  |
| 13. Japón          |
| 14. Estados Unidos |
| 15. Sudáfrica      |
| 16. China          |

### Máximas goleadoras
| N.º | Nombre                | Selección     | Goles |
| --- | --------------------- | ------------- | ----- |
| 1   | Kitty van Male        | Países Bajos  | 8     |
| 2   | Kelly Jonker          | Países Bajos  | 6     |
| 3   | Lidewij Welten        | Países Bajos  | 5     |
| 4   | Frédérique Matla      | Países Bajos  | 4     |
| 4   | Louise Versavel       | Bélgica       | 4     |
| 6   | Berta Bonastre        | España        | 3     |
| 6   | Viktoria Huse         | Alemania      | 3     |
| 6   | Laurien Leurink       | Países Bajos  | 3     |
| 6   | Olivia Merry          | Nueva Zelanda | 3     |
| 6   | María Ortiz           | Argentina     | 3     |
| 6   | Charlotte Stapenhorst | Alemania      | 3     |
| 6   | Caia van Maasakker    | Países Bajos  | 3     |

Fuente: 